# Tyler Biadasz
(en) Statistiques sur pro-football-reference
Tyler Biadasz, né le 20 novembre 1997 à Amherst au Wisconsin, est un joueur professionnel américain de football américain évoluant au poste de centre dans la National Football League (NFL) depuis la saison 2020 et jouant actuellement pour les Commanders de Washington. 
Au niveau universitaire, il a joué pendant quatre saisons (2016-2019) pour les Badgers de l'Université du Wisconsin à Madison dans la NCAA Division I FBS. Reconnu unanimement joueur All-American en 2019, il reçoit le Dave Rimington Trophy 2019 décerné au meilleur centre de la saison en NCAA.
Sélectionné lors du 4e tour de la draft 2020 de la NFL par la franchise des Cowboys de Dallas, il obtient une sélection pour Pro Bowl 2023 en fin de saison 2022. Devenu agent libre au terme de son contrat rookie, il rejoint en 2024 les Commanders de Washington.

## Biographie

### Jeunesse
Biadasz étudie au lycée Amherst High School d'Amherst dans le Wisconsin où il joue au football américain, au basket-ball et au baseball. Il est sélectionné dans la première équipe de l'État après ses saisons junior et senior en tant que defensive tackle.
En tant que senior, il totalise 70 plaquages, 7 sacks, 5 fumbles forcés et une interception, tout en recevant le prix Tim Krumrie décerné au meilleur joueur lycéen de ligne défensive de l'État. Il termine sa carrière au lycée avec 232 plaquages, 19 sacks, 11 fumbles forcés et 3 touchdowns. 
Bien qu'ayant reçu des offre des Redbirds d'Illinois State, des Jackrabbits de South Dakota State, des Salukis de Southern Illinois et des Leathernecks, il choisit de se lier avec les Badgers du Wisconsin le 8 juin 2015, après y avoir participé à un camp d'entraînement le 31 mai de la même année.

## Carrière universitaire
Biadasz joue son football universitaire avec les Badgers du Wisconsin.
Il est déplacé au poste de centre et en tant qu'étudiant de première année (freshman), il a commencé les 14 matchs, tout en étant désigné joueur Freshman All-American et sélectionné dans la troisième équipe de la Big Ten Conference.
En tant que sophomore, il sert de point d'ancrage de la ligne offensive et commence les 13 matchs de la saison.
Début 2019, Biadasz subit une opération à la hanche et manque les entraînements du printemps. Il participe aux 14 matchs, et devient le premier joueur de l'histoire de l'université à recevoir le Dave Rimington Trophy décerné au meilleur centre du pays . Il est également désigné joueur All-American à l'unanimité. Après la saison, il subit une opération arthroscopique à la suite d'une entorse à l'articulation acromio claviculaire.
En janvier 2020, Biadasz annonce qu'il renonce à sa saison senior pour se présenter à la draft 2020 de la NFL. Au cours de sa carrière universoitaire, il aura disputé 41 matchs au poste de centre, aidant à protéger son running back Jonathan Taylor.

## Carrière professionnelle

### Draft
Ses performances à Madison lui permettent d'être sélectionné en 146e choix global lors du quatrième tour de la draft 2020 de la NFL par la franchise des Cowboys de Dallas.

### Cowboys de Dallas
En tant que rookie, il est titularisé dans la ligne offensive en remplacement de Joe Looney (blessé) pour le cinquième match de la saison 2020 contre les Giants. Il reste titulaire pendant quatre matchs consécutifs jusqu'à ce qu'il subisse une blessure aux ischio-jambiers lors de l'échauffement du neuvième match contre les Steelers de Pittsburgh. Placé sur la réserve des blessés le 21 novembre 2020, il est activé le 12 décembre 2020. et dispute les huit derniers matchs de la saison.
Il est désigné titulaire au poste de centre pour les saisons suivantes et fin 2022, le magazine The Athletic (en) le désigne comme l'un des joueurs s'étant le plus amélioré sur la saison mettant en avant l'amélioration de son jeu de pied et l'utilisation de son gabarit pour faciliter le travail des running backs.
Il est sélectionné pour les Pro Bowl Games 2023 au terme de la saison 2022 en remplacement de Jason Kelce celui-ci participant Super Bowl LVII.

### Commanders de Washington
Le 15 mars 2024, Biadasz signe un contrat de trois ans pour un montant de 30 millions de dollars avec les Commanders de Washington,.

### Vie privée
Les parents de Biadasz sont des producteurs laitiers.